# 在ジョホール・バル領事事務所
もしかして
- 在ジョホールバル出張駐在官事務所

ではありませんか？